# Paavo Aho
Paavo Aho (Helsínquia, 22 de dezembro de 1891 – 19 de abril de 1918) foi um atleta de arremesso de peso que competiu os Jogos Olímpicos de Verão de 1912.